# Rouvres (Calvados)
Rouvres é uma comuna francesa na região administrativa da Normandia, no departamento Calvados. Estende-se por uma área de 8,95 km². Em 2010 a comuna tinha 223 habitantes (densidade: 24,9 hab./km²).